# Arena (klädmärke)
Arena är en tysk tillverkare av simkläder och simutrustning.
Arena grundades 1973 av Horst Dassler som tillsammans med sin far Adi Dassler drev Adidas.